# Tribo de Naftali
A Tribo de Naftali (em hebraico: נַפְתָּלִי - "Minha luta") é uma das Tribos de Israel. Naftali ocupava o lado oriental da Galileia (logo ao lado ocidental do Mar da Galileia), nas áreas hoje conhecidas como Baixa Galileia, e Alta Galileia, e fazia fronteira a oeste com a Tribo de Aser, ao norte a Tribo de Dã, no sul Zebulom e o rio Jordão no leste. Sua cidade principal era Hazor. Nessa região, em torno do Mar da Galileia, ficava a altamente fértil planície de Genesaré, caracterizada como a ambição da natureza, um paraíso na Terra, e com a porção sul da região atuando como uma passagem natural entre as terras altas de Canaã, muitas estradas principais (como as de Damasco a Tiro e Acre, passavam por ali. A prosperidade que essa situação trouxe é parecido com o profetizado na Bênção de Moisés, embora a críticos textuais vejam isso como um caso de predição posterior ao acontecimento, datando o poema para logo após de a tribo já ter se estabelecido na terra.

## Cabala

Símbolo da tribo de Naftali

Na Cabala, o nome Naftali é lido como duas palavras: nofet li, "doçura é para mim". A mitsvá em Purim, de atingir o nível da "cabeça desconhecida" ao beber vinho, etc., é expresso, nas palavras dos sábios como: A pessoa em Purim é obrigada a tornar-se doce, até que seja incapaz de diferenciar entre 'maldito seja Haman' e 'abençoado seja Mordechai'.
Esta é a expressão de júbilo e riso ao nível de Naftali – nofet li. O patriarca Jacó abençoou seu filho Naftali: Naftali é um cervo enviado [mensageiro], que dá [expressa] palavras eloquentes. As "palavras eloquentes" de Naftali provocam júbilo e riso aos ouvidos de todos que escutam. Ao final da Torá, Moisés abençoou Naftali: A vontade de Naftali está satisfeita. Na Chassidut é explicado que vontade satisfeita (seva ratzon) refere-se ao nível da vontade na dimensão interior de keter, onde toda experiência é puro deleite, o estado de ser no qual a pessoa não deseja nada além de si mesma.
As três letras que compõem o nome Haman possui seis permutações. Haman = 95; 6 x 95 = 570 = rasha (perverso), razão pela qual Haman é chamado Haman, o perverso. 570 (também) Naftali, que leva alegria e risos ao jogar o jogo de seis permutações de Haman. Na Cabala, está explicado que a "eloquência" de Naftali reflete sua sabedoria para permutar palavras em geral (bem como examinar gematriot, tais como arur Haman - maldito seja Haman = 502 = baruch Mordechai - bendito seja Mordechai - o "jogo mais prazeroso" (sha'ashu'a) do estudo de Torá.
Como foi explicado previamente, os meses de Tishrei e Cheshvan correspondem (segundo o Arizal) às duas tribos de Efraim e Manassés, os dois filhos de José. Jacó abençoou seus dois netos Efraim e Manassés para serem como peixes: E eles serão como peixes no meio da terra. Estas duas tribos (o início do ano a partir de Tishrei) refletem-se em Adar e Naftali (o final do ano a partir de Nissan), pois Adar divide-se em dois (assim como José se divide em dois) peixes (Efraim e Manassés). O apoio numérico para isso é que quando Efraim (331) e Manassés (395) se combinam com Naftali (570): 331 mais 395 mais 570 = 1296 = 36 ao quadrado = 6 para o quarto poder.